# اقدام شرم‌آور: نسل‌کشی ارمنی‌ها و مسئله مسئولیت‌پذیری ترک‌ها
اقدام شرم‌آور: نسل‌کشی ارمنی‌ها و مسئله مسئولیت‌پذیری ترک‌ها انگلیسی: A Shameful Act: The Armenian Genocide and the Question of Turkish Responsibility ترکی استانبولی: İnsan Hakları ve Ermeni Sorunu, İttihat ve Terakki'den Kurtuluş Savaşı'na نام کتابی دربارهٔ نسل‌کشی ارمنی‌ها در سال ۱۹۱۵ است که توسط پروفسور تانر آکچام، آکادمیسین ترک تبار و استاد دانشگاه کلارک آمریکا نوشته شده‌است.
این کتاب در واقع ویرایشی است از تز دکتری آکچام است که در سال ۲۰۰۷ جایزه کتاب مینه‌سوتا را از آن خود کرد و به زبان‌های یونانی، رومانیایی، آلمانی، اسپانیایی، فرانسوی و فارسی ترجمه و منتشر شده‌است.

## جوایز
- 2007 Minnesota Book Award for General Nonfiction)